# Болградская гимназия
Болградская гимназия имени Г. С. Раковского (болг. Болградска гимназия „Георги Сава Раковски“) — первая болгарская гимназия в Бессарабии, основанная в 1858 году.

## История
Проект болгарской средней школы в Бессарабии рассматривался российским правительством с середины 1840-х годов, но не получил развития из-за политики создания централизованной системы образования. Появление гимназии стало возможным после Крымской войны, когда Болград с около 40 болгарских колоний был присоединён к вассальному Молдавскому княжеству. В январе 1858 года делегация от болгарских колоний представила в Яссах прошение об открытии школы каймакаму Николаю Вогориде. Им также помогал Георгий Раковский, который в то время находился в Яссах и был знаком с Николаем с малых лет.
10 июня 1858 года Николай Вогориде издал грамоту о создании народной школы в Болграде, в ней подробно регламентировался её статус, финансирование и управление. Гимназия была доступна для всех бессарабских болгар и православных, независимо от их материального положения, а преподавание по всем предметам велось на болгарском и молдавском языках. Грамота провозглашала, что обучение в начальных школах колоний будет осуществляться на преобладающем языке в соответствующем населённом пункте. Источником финансирования являлись поступления болградской и других 39 общин, а управление осуществлялось попечительским советом из трёх человек, избираемых на трёхлетний срок делегатами болгарских колоний.
Болградская гимназия торжественно открылась 1 мая 1859 года с первым и вторым классом средней школы. Обучение проходило в два этапа: трёхлетний первый этап подготовки учителей и служащих и четырёхлетний курс, завершение которого даёт возможность поступить в вуз. Классы создавались постепенно на протяжении многих лет, причём последний 7-й класс был создан в 1865 году.
Широко интерпретируя положения школьной грамоты, попечительский совет пытается навязать обучение на болгарском языке в 25 начальных школах молдавской части Бессарабии. В 1860 году он назначил инспектором начальных школ революционера Павла Грамадова, который вместе с директором гимназии Димитром Мутевым совершил поездку по деревням в кампании по открытию новых школ и изменениям методики обучения в существующих. Это провоцирует конфликт с властями, которые считают, что попечительский совет превысил свои права. Грамадов был уволен, а попытка заменить его на Пантелея Кисимова не увенчалась успехом.
В последующие годы руководство гимназии находилось в постоянном конфликте с администрацией, которая пыталась интегрировать школу в румынскую систему образования. Местные и центральные власти предпринимают неоднократные попытки расширить преподавание румынского языка и внедрить румынские программы по таким предметам, как история. В 1876 году министерство просвещения разработало совершенно новую учебную программу, заимствованную из румынских школ, за исключением нескольких предметов, таких как болгарский язык, но её введение помешало начало Русско-турецкой войны.
В 1861 году Болградская гимназия открыла свою собственную типографию, которая функционировала до 1878 года. В ней было напечатано более 70 изданий, в основном учебников и учебных пособий, используемых во многих болгарских школах. Здесь же были напечатаны различные брошюры и периодические издания, такие как Общий труд и открыто политический Болгарский голос . Из типографии гимназии вышли первые издания нескольких художественных книг, таких как Ловчанский владыка Теодосия Икономова и Потерянная Станка Илии Бласкова.

## Директоры гимназии
- Сава Радулов (15 марта 1859 — 20 августа 1859)
- Димитр Мутев (август 1859 — 14 января 1864)
- Георгий Маркович (30 января 1864 — 2 августа 1864)
- Теодосий Икономов (12 августа 1864 — 7 ноября 1864)
- Васил Берон (7 ноября 1864 — 16 ноября 1867)
- Павел Теодорович (1870 — 1881)
- Георгий Стаменов (1881 — 1888)